# 木崎喜代治
木崎 喜代治（きざき きよじ、1935年3月14日 - ）は、日本の経済思想史家。京都大学名誉教授。

## 人物・経歴
1935年、愛媛県生まれ。1950年、川之江市立金田中学校卒業。1953年、愛媛県立川之江高等学校卒業。1963年、香川大学経済学部卒業。1968年、パリ大学法経学部大学院退学。1969年、専修大学経済学部助手。1970年、京都大学大学院経済学研究科博士課程中退。同年専修大学経済学部講師、1972年同大学経済学部助教授。1977年、京都大学経済学部助教授、同年「フランス政治経済学の生成」で京都大学より経済学博士の学位を取得、1983年、同大学経済学部教授。1995年京都大学名誉教授。のち、立命館大学教授、京都橘大学教授、放送大学京都学習センター教授。
1983年、日本18世紀学会幹事、1984年、京都大学評議員。1986年、社会思想史学会幹事、1993年、日仏経済学会理事などの要職を歴任した。
2019年12月　死去。

## 著書
- 『フランス政治経済学の生成 経済・政治・財政の諸範疇をめぐって』未來社 1976年
- 『マルゼルブ : フランス一八世紀の一貴族の肖像』岩波書店 1986年
- 『信仰の運命 :フランス・プロテスタントの歴史』岩波書店 1997年
- 『幻想としての自由と民主主義 : 反時代的考察』ミネルヴァ書房 2004年

共著
- 『社会思想史』（阪上孝、筒井清忠と共著） 有斐閣 1987年

### 翻訳
- ジャン.ロム『権力の座についた大ブルジョアジー 19世紀フランス社会史試論』岩波書店, 1971
- ジャン・ジャック・ルソー『コルシカ憲法草案』 (社会科学ゼミナール）未来社, 1979.3
- ジャン・マルテーユ『ガレー船徒刑囚の回想』岩波文庫 1996.9